# 藤山ハル
藤山 ハル（ふじやま はる、1900年〈明治33年〉4月24日 - 1974年〈昭和49年〉3月19日）は、樺太出身のアイヌ語・アイヌ文化の伝承者。

## 生涯
南樺太の西海岸北部ライチㇱカ（のちの樺太恵須取郡珍内町）出身。
アイヌ名はエソㇹランケマㇵ (Esohrankemah)。通称はフㇱコ (Husko)。
父・原サダユキ、母・エソㇹランマ (Esohranma) のもとに生まれ、幼い時より年寄りにかわいがられ、アイヌ語や伝統文化を吸収しながら成長した。
1945年（昭和20年）日ソ中立条約を破棄したソ連軍の樺太侵攻後、北海道に移住し、1954年（昭和29年）常呂郡常呂町（ところちょう）に住むことになった。
生涯を通して、アイヌ語・アイヌ文化の伝承者として、数々の研究者に協力し、樺太アイヌの言語や文化の記録・研究に大きな貢献をなした。
代表的なものとしては、服部四郎編『アイヌ語方言辞典』や、村崎恭子『カラフトアイヌ語』、大貫恵美子 (Emiko Ohnuki-Tierney) "Ainu of the Northwest Coast of Southern Sakhalin" などがある。
長女・金谷フサ、次女・白川八重子をはじめ、後輩の育成にも尽力し、樺太アイヌの文化を後世に伝えることについても大きく貢献した。
その知識や技能は、言語や口承文芸だけでなく、歌謡、楽器（トンコリ）、服飾、料理など、多岐にわたった。
また、トゥス（神がかり）を行うシャーマンでもあった。
1974年に第2のふるさととして永住を決め、住み続けた常呂町で死去。享年74。
彼女の眠る常呂の墓地には記念碑が建てられている。

## 関連文献
- 服部四郎, 知里真志保, 「アイヌ語諸方言の基礎語彙統計学的研究」『民族學研究』 24巻 4号 1960年 p.307-342, doi:10.14890/minkennewseries.24.4_307
- 服部四郎編『アイヌ語方言辞典』、1964年、岩波書店
- 村崎恭子『カラフトアイヌ語』、1976年、国書刊行会
- 村崎恭子『カラフトアイヌ語―文法篇―』、1979年、国書刊行会
- 大貫恵美子(Emiko Ohnuki-Tierney)"Ainu of the Northwest Coast of Southern Sakhalin"、1984年、Holt, Rinehart and Winston
- 宇田川洋・萩中美枝編『北海道東部に残る樺太アイヌ文化１』1996年、常呂町樺太アイヌ文化保存会